# 불씨
"불씨"는 1987년에 개봉한 대한민국의 영화이다.

## 캐스팅
- 양미경
- 최동진
- 김애경
- 정성월
- 안문숙
- 김용승
- 이장훈
- 신현옥
- 김길호
- 안진수
- 박부양
- 오영화
- 권혁진
- 김이호
- 임동문
- 김영후
- 강태기 (특별출연)
- 현진부 (특별출연)